# Maitreya

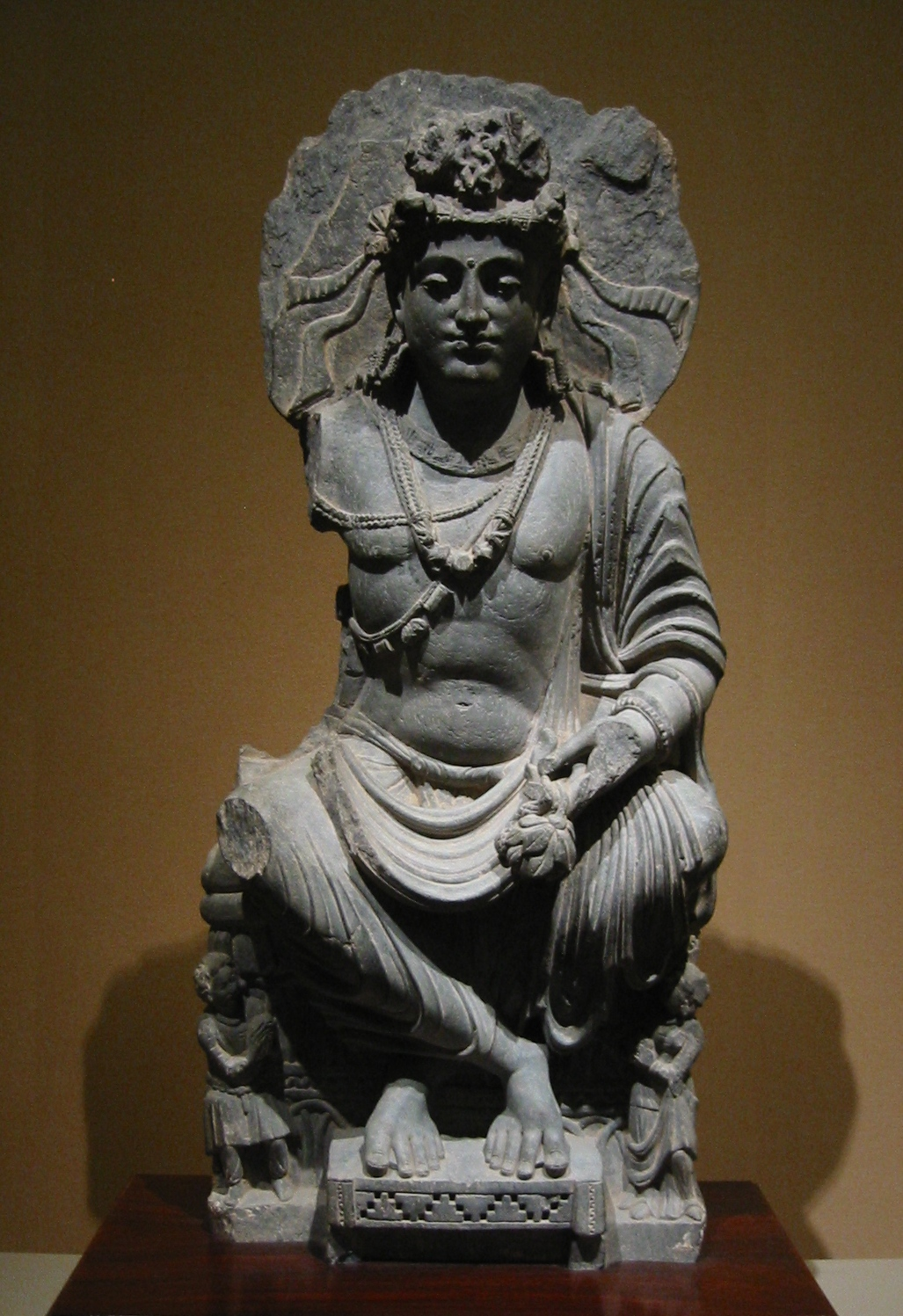
Maitreya, seduto su un trono in stile occidentale, risalente all'epoca Kushan. Gandhara, II secolo, custodito nel Tokyo National Museum.

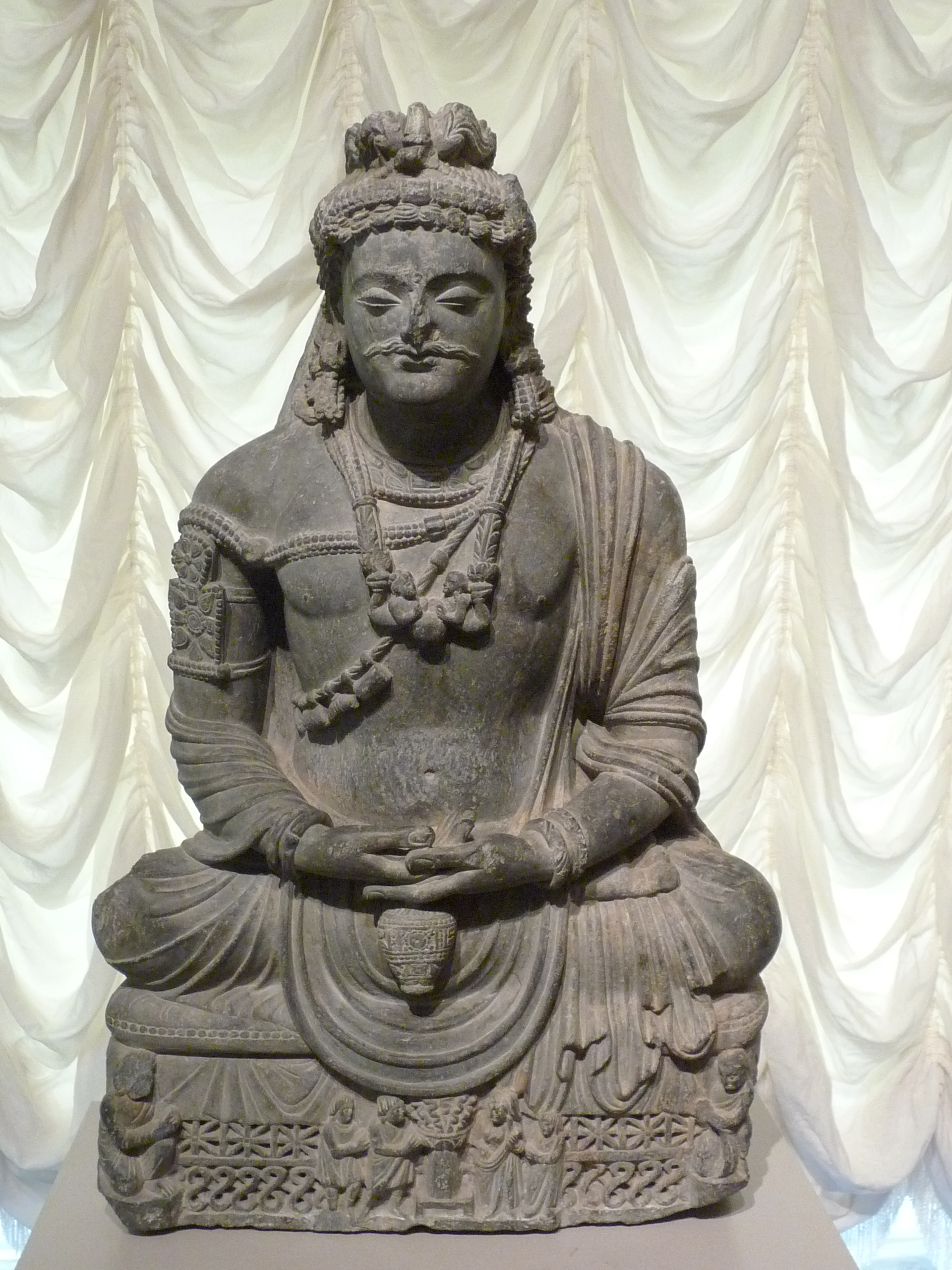
Maitreya nell'arte del Gandhāra, conservato presso il Museo dell'Ermitage di San Pietroburgo. In questa raffigurazione Maitreya è nella postura del Loto o padmasana con le gambe incrociate e le ginocchia premute contro il pavimento. Le mani sono poste nel gesto di meditazione (dhyānamudrā).

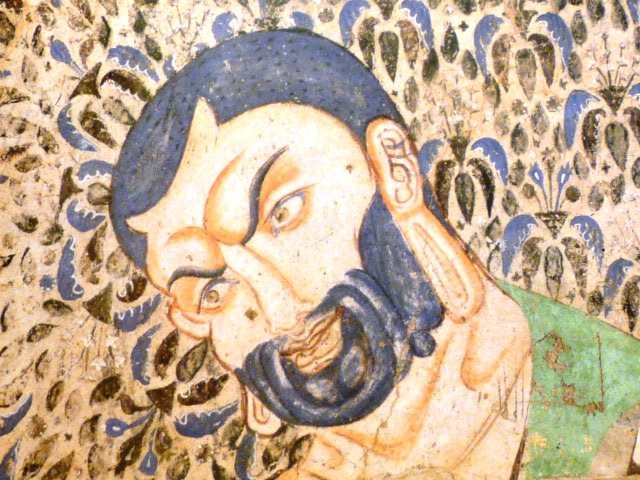
Il discepolo di Gautama Buddha, Mahākāśyapa o Kāśyapa. Particolare di pittura murale del VI-VII secolo rinvenuta nella grotta 60 a Qyzyl, area di Kucha (situata a Nord del Deserto di Taklamakan, oggi Cina) e conservata a Berlino presso il Museum für Asiatische Kunst. Le orecchie grandi e forate di Mahākāśyapa indicano che costui in passato indossava orecchini pesanti che ne hanno allungato i lobi, ma ora, essendo un bhikṣu e quindi avendo rinunciato alla vita "mondana", non ne indossa più.

Maitreya — sanscrito मैत्रेय, pāli Metteyya; cinese 彌勒T, MílèP o 彌勒佛T, MílèfóP; giapponese Miroku (弥勒?); coreano Mirŭk (미륵); thailandese Sriaraya (ศรีอรายะ); vietnamita Di-lặc; tibetano Byams-pa བྱམས་པ — sarà il prossimo Buddha, successore di Gautama Buddha, "Buddha del futuro", la cui rinascita è attesa dai buddhisti; è l'unico bodhisattva la cui venerazione è ammessa da tutte le scuole. 
Il nome maschile sanscrito Maitreya (Metteyya in pāli), letteralmente "il Benevolente", deriva dal sostantivo femminile sanscrito maitrī (mettā in pāli) che significa "benevolenza", "buona volontà", collegato al sostantivo maschile sanscrito mitra (mitta in pāli) che significa "amico".
La profezia della venuta di Maitreya è presente nella letteratura canonica di tutte le tradizioni buddiste (Nikāya, Theravāda, Mahāyāna e Vajrayāna) anche se non vi è accordo tra le differenti tradizioni sulla storia della sua vita, né di come egli realizzerà il suo destino; alcuni credenti ritengono che sarà l'ultimo Buddha a comparire sulla Terra: otterrà l'illuminazione completa, insegnerà il puro Dharma e sarà destinato ad essere "re del mondo" (cakravartin), unendo tutti i fedeli delle varie scuole.
Maitreya sarà dunque il Buddha della benevolenza e della compassione, un condottiero di uomini, un guerriero che governerà su esseri cosmici e mortali e, come Gautama Buddha, otterrà l'illuminazione completa, insegnerà il puro Dharma e i suoi discepoli saranno dieci volte più numerosi di quelli di Gautama Buddha.
Secondo le tradizioni buddhiste sarebbe stato Gautama Buddha stesso a predire il nome del proprio successore, sostenendo di non essere il primo Buddha e di non essere nemmeno l'ultimo.

## Origini e letteratura religiosa

### Maitreya nel Buddhismo dei Nikāya
Nei sutta più antichi del Canone pāli Maitreya compare solo una volta nel Cakkavattisīhanāda sutta.
Un altro dei più antichi riferimenti a Maitreya è un testo sanscrito, il Maitreyavyākaraṇa (Profezia di Maitreya), conservato nel Canone cinese come 彌勒下生經 (Mílè xiàshēng jīng) al T.D.  453 del Jīngjíbù, che racconta di come Dei, uomini e tutti gli esseri viventi si prostreranno a Maitreya e:
Nella elencazione dei buddha futuri presenti nel testo della scuola Mahāsāṃghika, il Mahāvastu, Maitreya compare per primo e viene indicato anche con il nome di Ajita.
Successivamente la scuola Theravāda si interessò alla figura di Ajita e nel V-VI secolo essa fu al centro degli interessi dottrinali di questo buddhismo Secondo il Mahāvaṃsa, testo di scuola Theravāda risalente al VI secolo, Maitreya risiederebbe nel cielo di Tuṣita e apparirà sulla terra cinquemila anni dopo il parinibbāṇa di Gautama Buddha quando il Dharma sarà scomparso e lunghezza della vita umana ridotta a dieci anni. Con la comparsa sulla Terra di Maitreya, che proviene dal mondo di Tuṣita dove attualmente vive, tutto si rovescerà e progressivamente la vita umana si allungherà fino ad ottomila anni, rifulgendo nuovamente il Dharma del Buddha; contestualmente il discepolo di Gautama Buddha, Kāśyapa, si risveglierà e tornerà a servire nuovamente un buddha.
Maitreya compare quindi nell'Anagatavaṃsa e, in un racconto ancora più esteso, nel Divyāvadāna, quest'ultimo un testo del canone della scuola Mūlasarvāstivāda. In quest'ultima opera egli compare nel III capitolo (il Maitreya-avadāna) in una supplica di un bodhisattva asceta pronto a decapitarsi per dimostrare ad un brahmano la verità delle proprie dottrine, ma che viene fermato da un  deva il quale interviene allontanando il brahmano. Il racconto prosegue con la supplica alla divinità da parte del bodhisattva che ricorda al deva che in passato lo stesso Maitreya gli aveva impedito di compiere un analogo estremo gesto per offrire la vita al proprio maestro impedendogli di realizzare la propria aspirazione, impedimento che non poteva essere più ripetuto.

### Maitreya nel Buddhismo Mahāyāna
Nella letteratura mahāyāna Maitreya compare come bodhisattva già nel Sutra del Loto (Saddharmapuṇḍarīkasūtra) più volte, ma anche nei Prajñāpāramitāsūtra dove interloquisce con il Buddha e gli arhat venendo posto, essendo un bodhisattva, al di sopra di questi.
Ma la tradizione Mahāyāna non riserva a Maitreya sempre un posto importante. Anzi, nel primo capitolo del Sutra del Loto,  Mañjuśrī gli rende noto che egli altri non fu che Yaśaksāma (Cercatore di fama), indolente discepolo del Buddha, incapace di capire gli insegnamenti ma che, grazie alle continue azioni religiose, aveva potuto realizzare lo stato di bodhisattva e presto avrebbe realizzato anche quello di buddha, il Buddha Maitreya. Nel XV capitolo di questa opera egli appare ancora dubbioso sugli insegnamenti del Buddha Śākyamuni, come se la profezia della sua successione allo stesso Buddha, annunciata anche in questo sutra, sia ancora lungi dal realizzarsi.

## Gli studi contemporanei sulla figura di Maitreya
Alcuni studiosi hanno ipotizzato che la figura religiosa di Maitreya possa derivare dalla nozione di "salvatore" (in avestico: Saošyant, in lingua pahlavi Sošyant ) propria del Mazdeismo.
Tale figura è presente nello Yasna XII dell'Avestā:
(Avestā, Yasna XII,7)

## Rappresentazione
Maitreya è tipicamente rappresentato seduto all'occidentale, ossia con entrambi i piedi per terra, ad indicare che è pronto ad alzarsi dal trono su cui siede per rinascere sulla Terra quando verrà il tempo. Indossa gli abiti di un monaco o quelli della famiglia reale indiana. A volte viene rappresentato come bodhisattva, in piedi, in questo caso si presenta con le gambe prospetticamente accorciate per dare l'impressione di essere sospeso nell'aria. Spesso porta una piccola fiala (kalaśa) di nettare dell'immortalità (amṛta) che rappresenta il nirvāṇa, e talvolta regge una ruota chakra poggiata su un loto a significare che rimetterà in moto la Ruota del Dharma che si era fermata sulla Terra.
Nell'arte greco-buddhista del Gandhara, nel I secolo nel Nord dell'India, in cui era la figura più presente dopo il Gautama Buddha, Maitreya è rappresentato con i tratti della nobiltà dell'Asia centrale comuni anche nel Nord dell'India, mentre regge una fiala di amṛta con la mano sinistra.
È talvolta affiancato da due discepoli, Asaṅga e suo fratello, Vasubandhu.

## La venuta di Maitreya

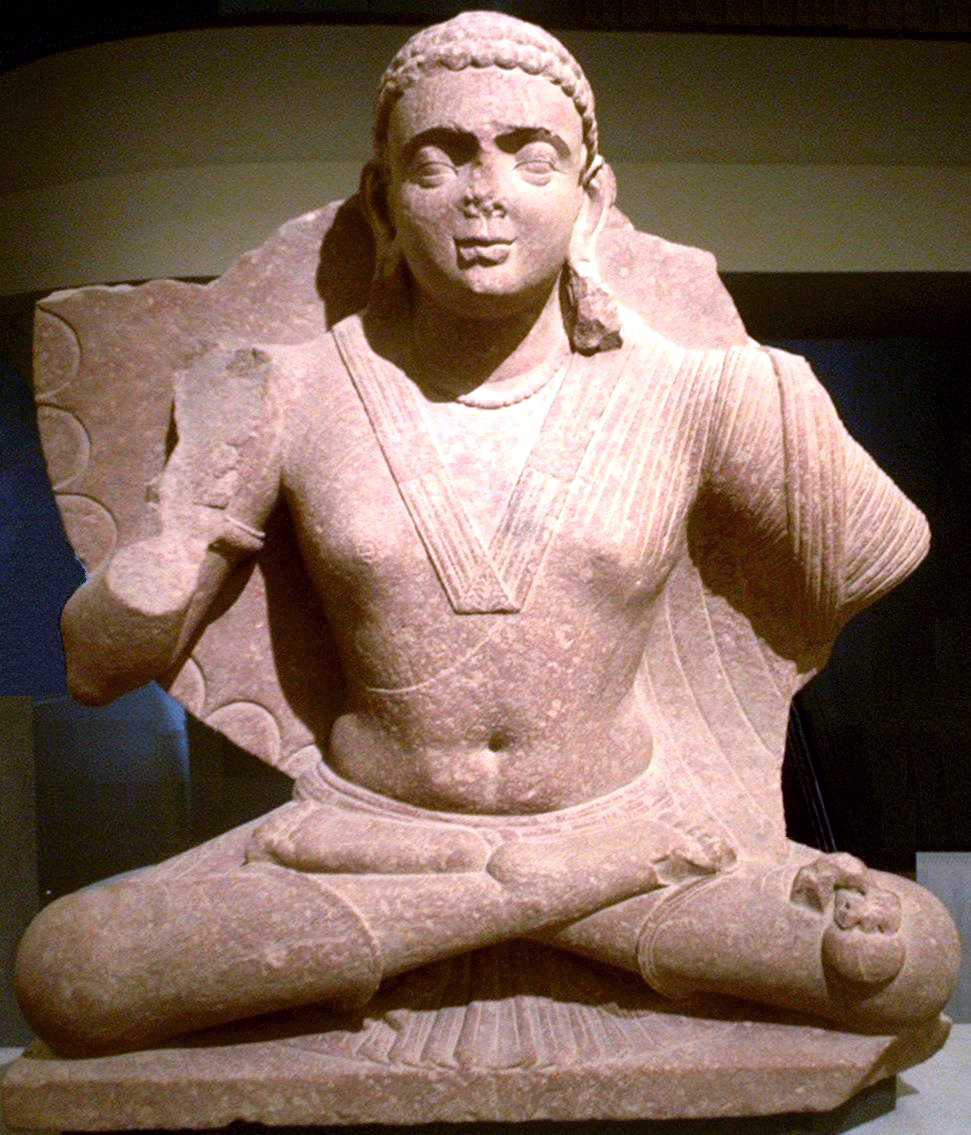
Il bodhisattva Maitreya (con un'ampolla, kalaśa, che racchiude lamṛta, il nettare dell'immortalità simbolo del Nirvāṇa, collocata sulla coscia sinistra), arte di Mathura, II secolo.

La venuta di Maitreya avverrà quando gli insegnamenti di Gautama Buddha, il Dharma, non saranno più tramandati e saranno stati completamente dimenticati; Maitreya otterrà l'illuminazione, il Bodhi, in sette giorni (è il tempo minimo) in virtù delle sue molte vite spese in preparazione della sua santità (simile a quanto riportato nelle storie Jātaka di Gautama Buddha).
La venuta di Maitreya sarà caratterizzata da un certo numero di avvenimenti straordinari, ad esempio gli oceani si ritireranno, per consentire a Maitreya di attraversarli facilmente, e sarà la fine di tutte le guerre, le carestie e le epidemie. L'evento inoltre gli permetterà di svelare il nuovo Dharma all'umanità, consentendo così la fondazione di un nuovo mondo; la sua venuta significherà l'inizio di una nuova era e la fine dell'età di decadenza in cui l'umanità si trova ora.

## Origini
Maitreya è talvolta oggetto di speculazioni che lo vedono derivato dal dio zoroastriano Mitra, dio dei contratti, associato con il Sole; il principale indizio a favore di queste tesi è però solo la somiglianza dei nomi. Alcune idee zoroastriane potrebbero avere influenzato il culto di Maitreya, come "l'attesa di un soccorritore celeste, il bisogno di scegliere una morale positiva, il futuro millennio, e la salvezza universale"; una delle possibili obiezioni è che queste caratteristiche non sono uniche dello zoroastrismo, né sono necessariamente caratteristiche del culto di Maitreya.

## Presunte rinascite di Maitreya

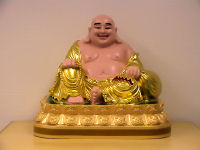
Il Buddha ridente, una presunta rinascita del bodhisattva Maitreya.

Nel IX secolo il leggendario monaco cinese Budai, di tradizione chán, fu popolarmente considerato una rinascita del bodhisattva Maitreya. La sua rappresentazione come "Buddha ridente" è ancora estremamente popolare nell'Asia orientale.
Gung Ye, un re e generale coreano dello stato (di breve vita) di Taebong durante il X secolo, si autoproclamò rinascita di Maitreya e ordinò ai suoi sudditi di venerarlo; le sue pretese furono condannate dalla maggioranza dei monaci buddhisti ed egli venne in seguito spodestato e ucciso dai suoi stessi sudditi.
Sebbene in molti si siano proclamati incarnazioni di Maitreya e successori di Gautama Buddha, nessuno è stato ufficialmente riconosciuto come tale dalle comunità (saṃgha) buddhiste. Una particolare difficoltà che incontra ogni presunta rinascita è che nella tradizione si racconta come Gautama Buddha avrebbe fatto un alto numero di predizioni abbastanza dettagliate sulle circostanze che avrebbero preceduto la venuta di Maitreya, in particolare che i suoi insegnamenti sarebbero già stati dimenticati e perfino il nome del Dharma scomparso, e tutte le restanti sue reliquie raccolte a Bodh Gaya e cremate.

## Maitreya nelle altre tradizioni religiose
Maitreya è venerato anche nell'Induismo. Egli è infatti considerato un avatar di amore e compassione e la sua venuta in mezzo agli uomini avrebbe lo scopo di ristabilire il dharma a partire da un nuovo insegnamento basato sui principi di giustizia, libertà e condivisione.
I Bahá'í credono che Bahá'u'lláh sia l'avverarsi della profezia della venuta di Maitreya e che la profezia che Maitreya porterà una nuova società fondata su tolleranza e amore sia in fase di compimento tramite gli insegnamenti di Bahá'u'lláh sulla pace nel mondo.
Zhang Tianran, fondatore del movimento religioso I-Kuan Tao, si auto-proclamò rinascita di Maitreya.
Dal 1977, nella comunità islamica pakistana di Londra, predica un profeta contemporaneo, Rahmat Ahmad, che si fa chiamare Maitreya o Istruttore del Mondo, che dice di essere Gesù (ma anche Krishna e il Mahdi) tornato per la fine dei giorni (inizio dell'era dell'Aquario). Tale profeta comunicherebbe i suoi commenti sull'attualità mediante contatto telepatico con uno scrittore scozzese, Benjamin Creme, e la sua rivista Share International.